# Cửa khẩu Nam Giang
Cửa khẩu quốc tế Nam Giang hay cửa khẩu quốc tế Đăk Ôc là cửa khẩu quốc tế tại vùng đất xã La Dêê, thành phố Đà Nẵng, Việt Nam .
Cửa khẩu Nam Giang thông thương với cửa khẩu Dak Ta Ook (Đăk Tà Oọc) 15°32′29″B 107°22′03″Đ / 15,54127°B 107,367623°Đ ở Ban Dak Ta Ook muang Dak Cheung tỉnh Sekong, CHDCND Lào .
Cửa khẩu Nam Giang là điểm cuối của quốc lộ 14D. Tại trung tâm xã La Dêê có bản Đăk Ôc (tên gọi đầy đủ là Đăk Ôôk). Tên bản được giới chức biên phòng dùng cho đặt tên đồn biên phòng và tên cửa khẩu Đăk Ôc . Sau khi huyện Nam Giang xác lập và cửa khẩu nâng cấp thì gọi là Cửa khẩu Nam Giang.
Đến đầu năm 2019, con đường nhựa dài gần 20 km từ cửa khẩu đi thị trấn Dakcheung, tỉnh Sekong, Lào và cầu Sekaman đã làm xong nối thông cửa khẩu với các tỉnh Nam Lào: Attapeu, Pakxe,... rút ngắn thời gian đến các địa điểm nay chỉ còn từ 4 đến 5 giờ.

## Hoạt động
Cửa khẩu Nam Giang là thành tố chính để lập ra khu kinh tế cửa khẩu Nam Giang theo Quyết định số 387/QĐ-TTg ngày 24/03/2009 của Thủ tướng Chính phủ Việt Nam về việc phê duyệt quy hoạch chung phát triển Khu kinh tế cửa khẩu Nam Giang tỉnh Quảng Nam đến năm 2025 .
Năm 2016 tỉnh Quảng Nam có kiến nghị nâng cấp cửa khẩu Nam Giang thành cửa khẩu quốc tế 
Tháng 12 năm 2020 cặp cửa khẩu Nam Giang - Dak Ta Ook được nâng cấp lên cửa khẩu quốc tế theo Nghị quyết 183/NQ-CP của Chính phủ Việt Nam và Công văn số 2204 của Văn phòng phủ Thủ tướng Lào ngày 17/12/2019.

## Vụ phá rừng ở vùng cửa khẩu Nam Giang năm 2016
Tháng 7 năm 2016 các cơ quan chức năng phát hiện và khởi tố vụ phá rừng pơmu cổ thụ ở tiểu khu 351, gần cột mốc biên giới 717, thuộc xã La Dêê huyện Nam Giang. Đây là vụ phá rừng rất nghiêm trọng, liên quan đến trách nhiệm của nhiều cơ quan, đơn vị trên địa bàn huyện Nam Giang. Quá trình điều tra đã đình chỉ chức vụ một số cán bộ chủ chốt của hải quan và biên phòng. Tuy nhiên đến hết năm 2016 chưa có thông tin về xử án .